# Eosentomon toi
Eosentomon toi är en urinsektsart som beskrevs av Imadaté 1964. Eosentomon toi ingår i släktet Eosentomon och familjen trakétrevfotingar. Inga underarter finns listade i Catalogue of Life.